# لیکوی یلوه‌ای
لیکوی یلوه‌ای (نام علمی: Eupetes macrocerus) نام گونه‌ای از راسته گنجشک‌سانان است.